# Hydrophis hardwickii
Lapemis hardwickii là một loài rắn trong họ Rắn hổ. Loài này được Gray mô tả khoa học đầu tiên năm 1834.

## Hình ảnh

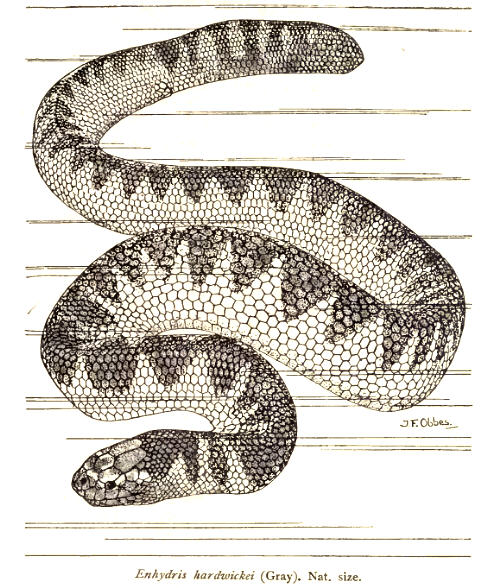
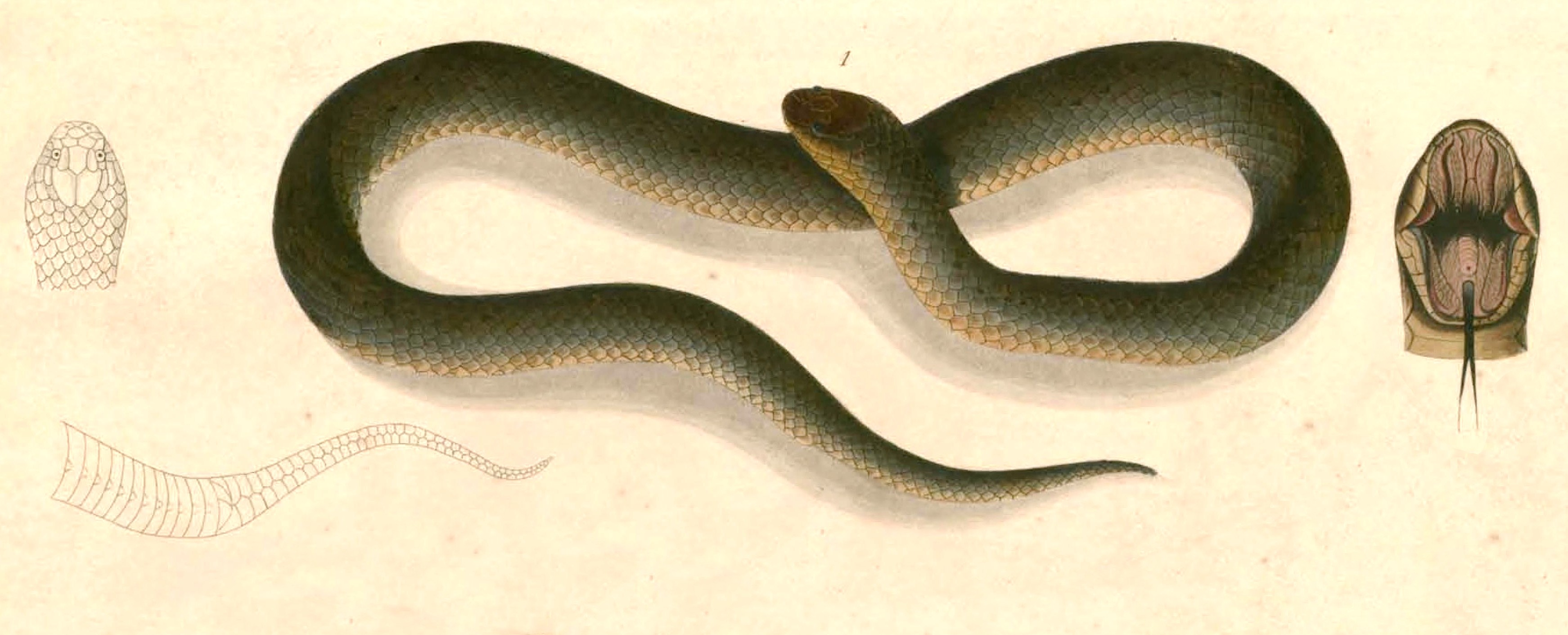
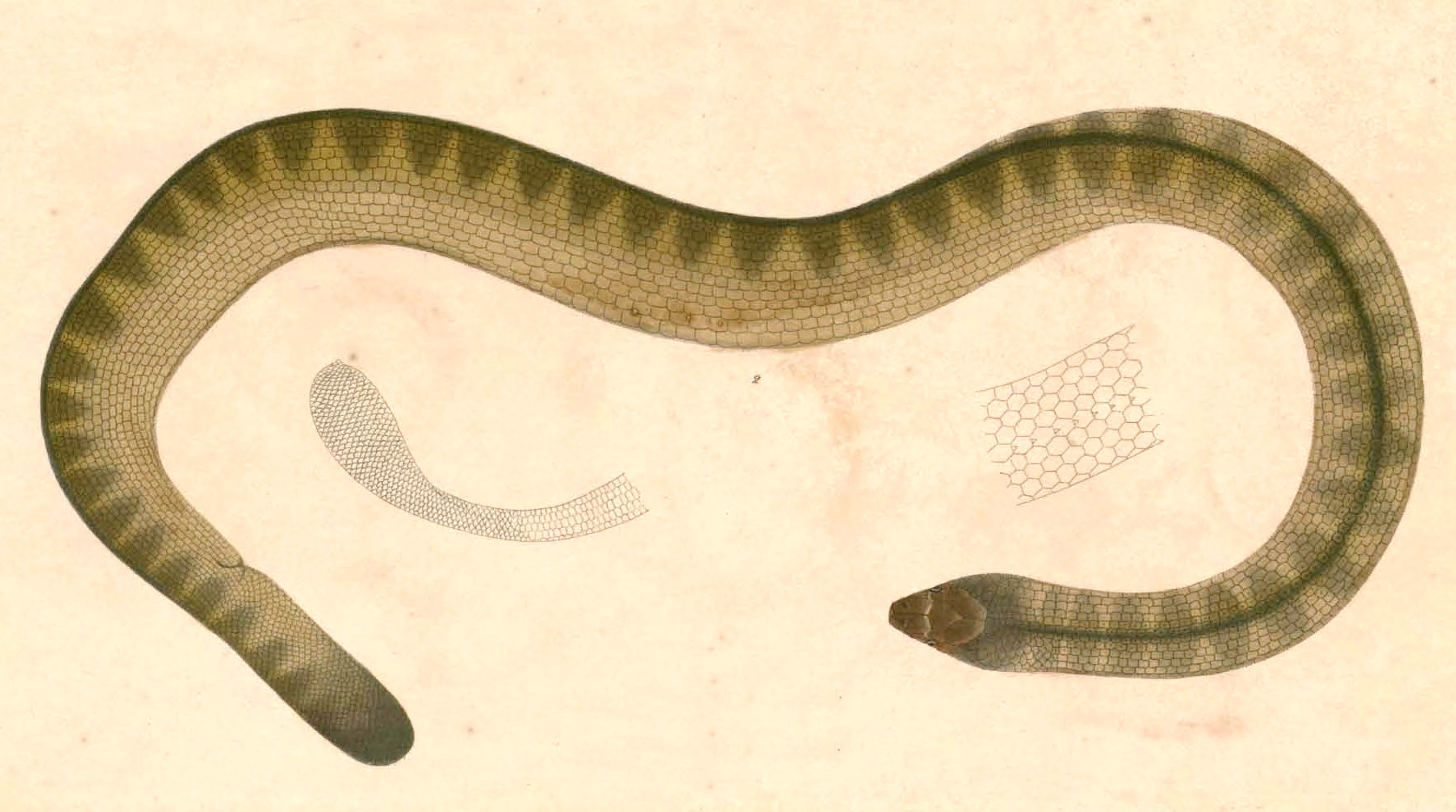